# Оліас Барко
О́ліас Барко́ (фр. Olias Barco; нар. ?) — французький кінорежисер, сценарист та продюсер.

## Біографія
Оліас Барко починав кінокар'єру в 1991 році з роботи над численними короткометражними фільмами. Його перший фільм «Clin d'oeil» у 1991 році здобув глядацьку премію на Брестському кінофестивалі та Срібну премію на кінофестивалі у Х'юстоні. У 1994 році на 47-му Каннському міжнародному кінофестивалі він отримав приз Тижня критики за свою четверту короткометражку «Покидьки» (фр. Poubelles).
Паралельно з виробництвом короткометражних фільмів Оліас Барко зробив багато музичних відеокліпів, у тому числі для Рей Чарлза та репера Сюллі Сефіля.
У 1998 році Оліас Барко вирішив зняти свій перший повнометражний художній фільм про світ сноубордингу. Після багатьох труднощів, пов'язаних з фінансуванням, режисер закінчив зйомки пригодницького фільму «Максимальний екстрим» (оригінальна назва «Сноубордист» (фр. Snowboarder)) у 2002 році.
Друга повнометражна стрічка Оліаса Барко «Убий мене, будь ласка» в 2010 році була відзначена понад 10-ма фестивальними нагородами, включаючи Гран-прі Римського кінофестивалю, а також призу за найкращу режисуру 2-го Одеського міжнародного кінофестивалю.
У 2018 році Оліас Барко виступив одним з продюсерів українсько-французького трилера «Холодна кров», режисером якого є Фредерік Петіжан. Фільм, головну роль в якому виконує Жан Рено, вийде на екрани у 2019 році.
У 2020 році на екрани вийде третій повнометражний фільм Оліаса Барко «Поліна і таємниця кіностудії», знятий у копродукції України, Франції та Бельгії. Фентезійна стрічка розповідає про 11-річну дівчинку, яка здійснює сповнену небезпеками і пригодами подорож по той бік кіноекрану у пошуках правди про свою сім'ю.

## Оліас Барко та Україна
У 2012 році Оліас Барко входив до складу журі 3-го Одеського міжнародного кінофестивалю, очолюваного Андрієм Плаховим.
2014 року Оліас Барко побував під час Революції гідності на Майдані в Києві.
Режисер спільного україно-бельгійсько-французької кінострічки «Поліна і таємниця кіностудії», вихід якої на екрани України запланований на 22 серпня 2019 року.

## Особисте життя
З грудня 2017 року Оліас Барко одружений з українкою Любов'ю Барко (уродженою Махаринець). Через тиждень після їхнього одруження у Дніпрі невідомий хлюпнув в обличчя Любові оцтовою кислотою, яка спалила жінці обличчя, шию, дихальні шляхи та очі. Після лікування у Дніпрі у лікарні ім. Мечнікова, Любов продовжила лікування в одній з клінік Брюсселя, де бельгійські лікарі намагаються врятувати її праве око.

## Фільмографія
| Рік  | Тип | Українськомовна назва        | Оригінальна назва                               | Режисер | Сценарист | Продюсер |
| ---- | --- | ---------------------------- | ----------------------------------------------- | ------- | --------- | -------- |
| 1992 | к/м | Підморгування                | фр. Clin d'oeil                                 | Так     | Так       | Ні       |
| 1994 | к/м | Покидьки                     | фр. Poubelles                                   | Так     | Так       | Так      |
| 2004 | к/м | Туалети                      | фр. Toilettes                                   | Так     | Так       | Так      |
| 1998 | к/м | Дурбецало                    | фр. Chapacan                                    | Так     | Так       | Так      |
| 1998 | к/м | 3 невеличкі цяточки місяця   | фр. 3 petits points la lune                     | Так     | Так       | Так      |
| 2003 | п/м | Сноубордер                   | англ./фр. Snowboarder: Surfeur des neiges       | Так     | Так       | Ні       |
| 2010 | п/м | Убий мене, будь ласка        | англ./фр. Kill Me Please: Tue moi s'il te plait | Так     | Так       | Так      |
| 2013 | к/м | Тиша                         | рос. Тишина                                     | Ні      | Ні        | Так      |
| 2014 | к/м | Молоде та зелене             | фр. Raconte-moi des salades                     | Так     | Так       | Так      |
| 2019 | п/м | Поліна і таємниця кіностудії | фр. Polina et le mystère d'un studio de cinéma  | Так     | Так       | Так      |
| 2019 | п/м | Холодна кров                 | англ. Cold Blood                                | Ні      | Ні        | Так      |
| 2021 | п/м | Останній найманець           | фр. Le Dernier Mercenaire                       | Ні      | Ні        | Так      |
| 2022 | п/м | ШТТЛ                         | рос. ШТТЛ                                       | Ні      | Ні        | Так      |

## Визнання
| Рік                                           | Категорія                                             | Фільм                 | Результат |
| --------------------------------------------- | ----------------------------------------------------- | --------------------- | --------- |
| Брестський фестиваль короткометражних фільмів |                                                       |                       |           |
| 1992                                          | Приз глядачів                                         | Clin d'oeil           | Перемога  |
| Римський кінофестиваль                        |                                                       |                       |           |
| 2010                                          | Приз Золотий Марк'Ауреліо                             | Убий мене, будь ласка | Перемога  |
| 2010                                          | Приз Золотий метелик                                  | Убий мене, будь ласка | Перемога  |
| Одеський міжнародний кінофестиваль            |                                                       |                       |           |
| 2011                                          | Приз за найкращу режисерську роботу                   | Убий мене, будь ласка | Перемога  |
| 2011                                          | Приз національного журі кінокритиків                  | Убий мене, будь ласка | Перемога  |
| Берлінський міжнародний кінофестиваль         |                                                       |                       |           |
| 2014                                          | «Золотий ведмідь» за найкращий короткометражний фільм | Молоде та зелене      | Номінація |